# Vitalism

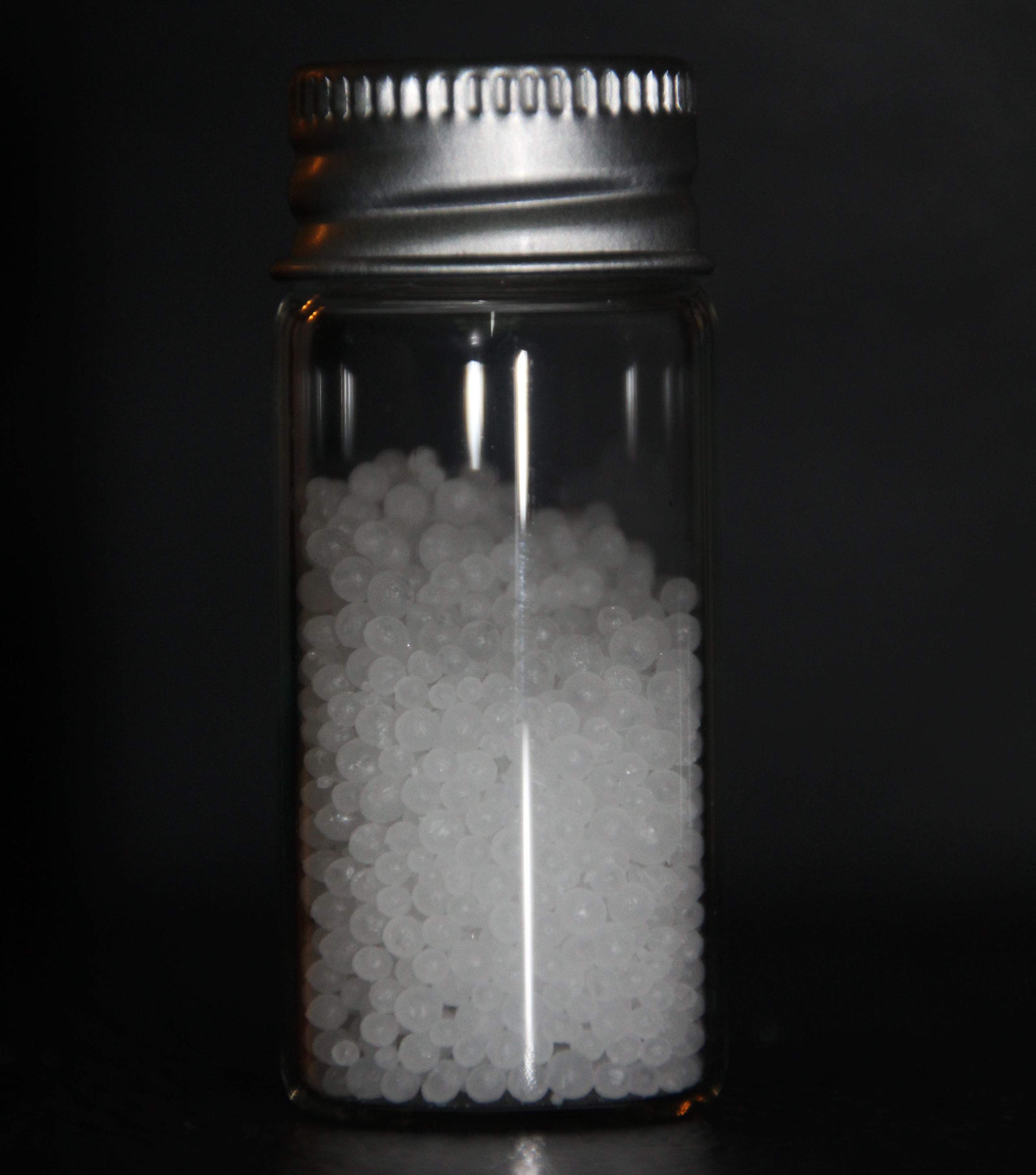
Sinteza ureei din compuși anorganici la începutul secolului XIX a fost dovada care a doborât ipoteza vitalistă că numai organismele pot produce compușii care alcătuiesc mare parte din ființele vii.

Vitalismul este o teorie științifică depășită, infirmată, care explică procesele vitale prin prezența în organismele vii a unei așa-zise „forțe vitale” sau „elan vital”.
Vitalismul este o doctrină inspirată de Aristotel  potrivit căreia fenomenul vieții nu poate fi explicat exclusiv în termeni   materiali, acesta putând fi datorat  prezenței în organismele vii a ceva imaterial.
Din punct de vedere al istoriei științei, vitalismul se încadrează la „bioexcepționalism”: ideea că viața este ceva cu totul aparte de legile fizicii și chimiei.
Vitalismul ca și convingere metodologică în chimie era susținut de Berzelius în legătură cu posibilitatea de sinteză a substanțelor zise organice în afara organismelor vii. Invalidarea acestei ipoteze a fost realizată în 1828 de către Friedrich Wöhler, care a sintetizat ureea fără să folosească materiale biologice.
Susținerea vitalismului era că pentru sinteza substanțelor organice din substanțe anorganice este necesar un aport de „energie vitală”, pe care ar fi deținut-o doar organismele vii. Dovedirea falsității acestei susțineri a permis abordarea chimiei organice în mod similar cu studiul substanțelor minerale, zise anorganice.
În 1966, Francis Crick, co-descoperitor al structurii ADN-ului, a afirmat „Către cei care sunt vitaliști, voi face această profeție: ceea ce toată lumea credea ieri, iar voi credeți azi, mâine doar țicniții o vor mai crede.”
Deja în anii 1960 era riscant din punct de vedere profesional ca un biolog să se declare vitalist.